# Jonah Blacksmith (album)
Jonah Blacksmith er det andet studioalbum fra det danske band, Jonah Blacksmith. Det udkom på selskabet Northern Sound Records d. 3. februar 2017.

## Spor
1. "Daughter of Jonah" - (03:42)
2. "Once You Love" - (03:52)
3. "Ghost" - (03:45)
4. "Northland" - (05:40)
5. "Downtown" - (04:25)
6. "Aching Heart" - (04:03)
7. "In Faded Lights" - (04:00)
8. "In The Middle of Nowhere" - (03:15)
9. "A Song to the Sea" - (02:55)
10. "Sailor" - (06:01)